# Красиев
Красиев (укр. Красіїв) — село в Монастырисской городской общине Чортковского района Тернопольской области Украины.
До 2020 года входило в Монастырисский район.
Население по переписи 2001 года составляло 818 человек. Почтовый индекс — 48331. Телефонный код — 3555.